# 黃花敗醬草
黃花敗醬草（学名：Patrinia scabiosaefolia）为忍冬科败酱属的植物。

## 别名
黄花龍芽草（植物名实图考）、黄花苦菜（浙江西天目山）、苦菜（江西、湖北）、山芝麻（山东蒙山）、麻鸡婆（江西新建）、将军草（江苏云台山）、野黄花、野芹（黑龙江）、女郎花（日本）

## 异名
- Patrinia scabiosaefolia Fisch. ex Trev. var. hispida (Bunge) Franch.

## 形态
多年生草本，高达1.5米；茎直立，上部分枝；基生叶丛生，茎生叶对生，羽状深裂或全裂；复伞房花序顶生，秋季开黄色花。揉花和根，有败陈豆酱气味。

## 分布
分布于朝鲜、蒙古、日本、俄罗斯以及中国大陆的青海、新疆、西藏、除宁夏、广东的海南外、全国各地均有等地，生长于海拔50米至2,600米的地区，多生长于山坡林下、路边、林缘、灌丛中以或田埂边的草丛中。

## 延伸阅读
[在维基数据编辑]
 《植物名實圖考·敗醬》，出自吳其濬《植物名實圖考》
 《植物名實圖考·黃花龍芽》，出自吳其濬《植物名實圖考》

## 外部連結
- 黃花敗醬 Huanghuabaijiang （页面存档备份，存于） 藥用植物圖像數據庫 (香港浸會大學中醫藥學院 （中文）（英文）
- 敗醬草 Bai Jiang Cao （页面存档备份，存于） 中藥標本數據庫 (香港浸會大學中醫藥學院) （繁體中文）（英文）
- 黃花敗醬草 Huang Hua Bai Jiang Cao （页面存档备份，存于） 中藥標本數據庫 (香港浸會大學中醫藥學院) （繁體中文）（英文）